# バルチック・システム
株式会社バルチック・システムは、カレー店等のチェーンを経営する企業であった。設立は1998年10月、本社は東京都港区にあった。2008年9月に会社は倒産し、清算に入る。

## バルチックカレー
バルチック・システム清算後、別法人が約20店舗を運営する。
中国進出計画及び出資募集と前後して公式サイトを閉鎖するなど表立った活動を控える。北京・上海・香港に進出しているとされるが、水道管が破裂したとの理由で撤退した店舗もある。上記の出資募集を行った投資組合は配当をせず、返金にもほとんど応じないまま、2008年9月に解散する。この事件をきっかけに、数名の自殺者が出た。
2008年6月27日に提出の半期報告書に添付された監査報告書では、「中間財務諸表について、監査の実施に必要な資料が不十分だったため」として、監査人より意見表明を受けられていない。この時点で、粉飾を行っていた可能性が考えられる。

## 投資詐欺容疑で逮捕
2013年1月25日、元社長が海外における重油ビジネスという名目で、無登録のまま出資を募っていたとして詐欺容疑で警視庁生活経済課に逮捕された。配当は支払われておらず、会社の赤字補填に用いられたと見ている。